# Діжон-Пренуа
Діжон-Пренуа (фр. Circuit de Dijon-Prenois) — автодром довжиною 3,801 км, розташований у Пренуа, поблизу Діжона, Франція. Звивиста траса, що відома своїми швидкими, широкими поворотами.
Відкрита у 1972 році траса Діжон-Пренуа шість разів приймала гонку Чемпіонату світу Формули-1, п'ять Гран-прі Франції і одне Гран-прі Швейцарії в 1982 році. Гран-прі Швейцарії 1975 року, що проходив поза чемпіонатом Формули-1, також проходило на трасі Діжон-Пренуа. Наразі траса приймає історичне Гран-прі де л'Аге д'Ор, а також чемпіонат FFSA GT, Європейський кубок Alpine Elf та Євросерію GT2.

## Історія

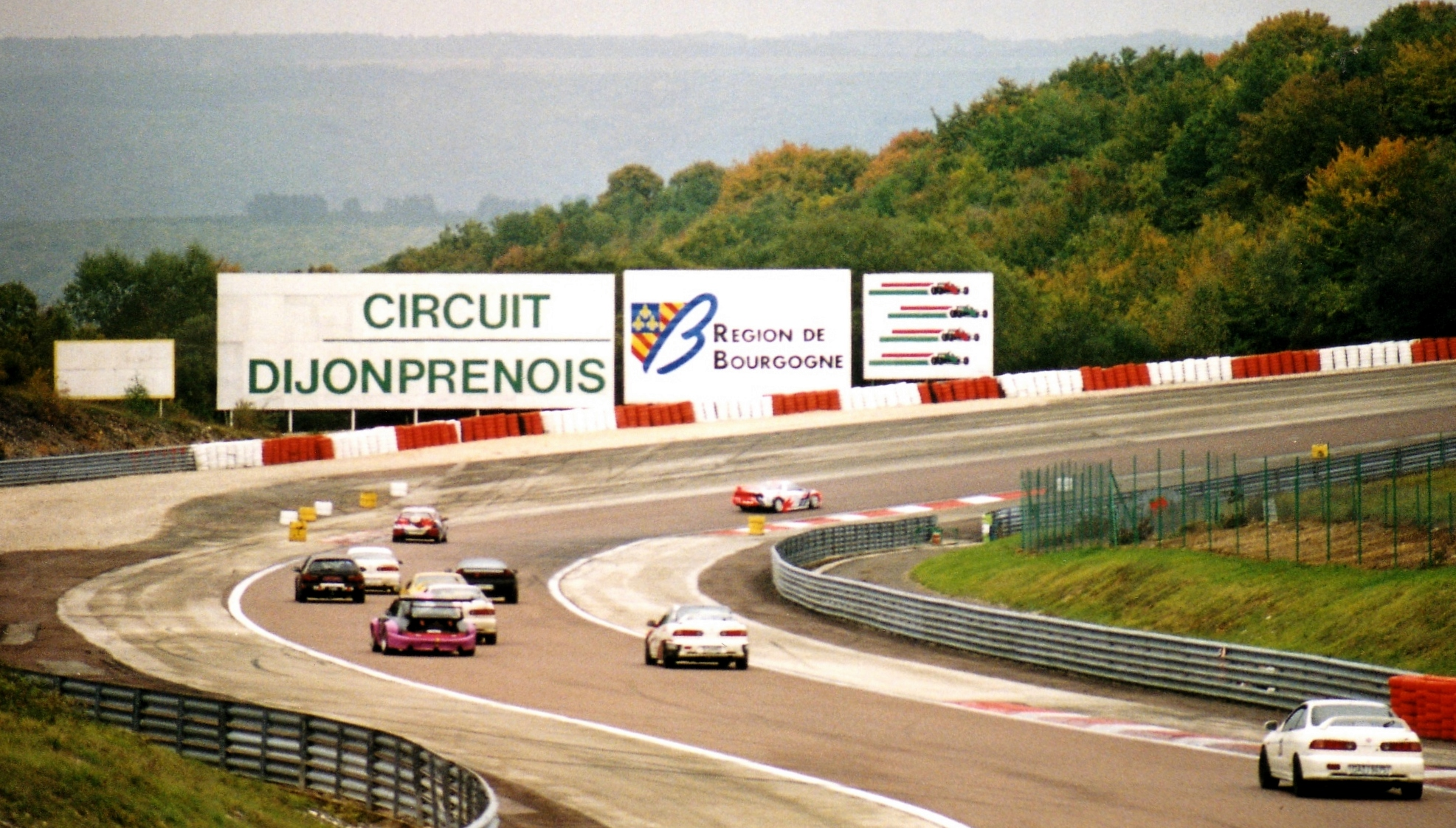
Частина доданої ділянки Діжон-Пренуа з поворотом Parabolique.

Траса була запланована в 1967 році, а будівництво розпочалося в грудні 1969 року. Траса була частиною плану перетворення Діжона в автомобільний центр. Він був дітищем регбіста та реслера Франсуа Шамбеллана, і був розроблений з допомогою гонщиків Жана-П'єра Бельтуаза та Франсуа Севера, а також автомобільного журналіста Хосе Розінскі. Незважаючи на відсутність підтримки з боку міської влади та постійну нестачу коштів, трасу було оголошено відкритою 26 травня 1972 року, коли Ґі Ліж'є проїхав перше коло на час. Перша гонка, для 2-літрових прототипів, відбулася через десять днів. Артуро Мерцаріо став першим переможцем на трасі.
Перша гонка Формули-1 відбулася в 1974 році на оригінальній трасі довжиною 3,289 км. Найшвидший час кола був нижчим за одну хвилину, що спричиняло серйозну проблему між лідерами гонки та пілотами, що відставали на коло. Тому в 1976 році було додано розширення, щоб подовжити трасу, а також перепрофілювати частину її поворотів до того, як Ф1 зможе повернутися на Діжон-Пренуа у 1977 році. Гран-прі Франції 1979 року показав пам’ятну боротьбу за друге місце на останніх колах між Жилем Вільневим з Ferrari та Рене Арну з Renault, яку в підсумку виграв Вільнев. Саму ж гонку виграв Жан-П'єр Жабуй за кермом іншого Renault, що стало першою перемогою для Renault і першою перемогою у Формулі-1 для автомобіля з турбонаддувом.
У сезоні Формули-1 1982 року Гран-прі Франції не проводилося в Діжоні, оскільки ця гонка проходила на автодромі Поль Рікар, розташованому в Ле-Кастелле на півдні Франції. Натомість Діжон-Пренуа прийняв останнє, станом на 2023 рік, Гран-прі Швейцарії, незважаючи на те, що розташований у Франції, а не в Швейцарії. Це сталося через заборону швейцарським урядом кільцевих автоперегонів після катастрофи на перегонах в Ле-Мані 1955 року, під час якої 83 людини, багато з яких були глядачами, і водій П'єр Левег загинули, коли автомобіль розбився на великій швидкості та влетів в трибуни на стартовій прямій. Майбутній чемпіон світу Формули-1 1982 року Кеке Росберг за кермом свого Williams-Ford виграв свій перший Гран-прі в швейцарській гонці 1982 року, випередивши на чотири секунди місцевого улюбленця Алена Проста за кермом заводського Renault.
Гран-прі Франції чергувався між Поль Рікаром і Діжон-Пренуа, доки остання гонка Формули-1 не відбулася в Діжоні в 1984 році. Гонку виграв Нікі Лауда з McLaren, який того року виграв свій третій і останній чемпіонський титул. Найшвидше коло гонки встановив напарник Лауди по команді Ален Прост (1:05,257) із середньою швидкістю 214 км/год. Доречно, що останній поул у Формулі-1 у Діжоні встановив французький пілот за кермом французької машини, коли Патрік Тамбе встановив час 1:02,200 на своєму заводському Renault RE50 turbo. Тамбе лідирував у гонці протягом перших 47 кіл, перш ніж його обійшов Лауда, француз фінішував другим, відставши від McLaren на сім секунд.
Перегони на довгі дистанції тривали, наприклад, у 1998 році там відбулася гонка чемпіонату FIA GT. Хоча Формула-1 не поверталася до Діжона з 1984 року, траса продовжує використовуватися сьогодні для незначних, переважно місцевих гонок. Сюди входять змагання клубного рівня та перегони на мотоциклах, а також перегони на вантажівках, які проводяться тут з 1988 року. Трасу було оновлено у 2001 році, коли додали окремий трек для картингу.

## Рекорди кола
Абсолютний неофіційний історичний рекорд на кільці Гран-прі становить 1:01,380, встановлений Аленом Простом на Renault RE30B під час першої кваліфікації на Гран-прі Швейцарії 1982 року. Абсолютний неофіційний рекорд на короткому кільці становить 58,790 секунд, встановлений Нікі Лаудою на Ferrari 312B3 під час кваліфікації на Гран-прі Франції 1974 року. Станом на червень 2023 року офіційні рекорди найшвидшого кола перегонів на трасі Діжон-Пренуа виглядають так:
| Категорія                                  | Час                                        | Гонщик                                     | Транспорт                                  | Подія                                                  | Схема траси                                |
| Кільце Гран-прі: 3.801 км (1976 – дотепер) | Кільце Гран-прі: 3.801 км (1976 – дотепер) | Кільце Гран-прі: 3.801 км (1976 – дотепер) | Кільце Гран-прі: 3.801 км (1976 – дотепер) | Кільце Гран-прі: 3.801 км (1976 – дотепер)             | Кільце Гран-прі: 3.801 км (1976 – дотепер) |
| ------------------------------------------ | ------------------------------------------ | ------------------------------------------ | ------------------------------------------ | ------------------------------------------------------ | ------------------------------------------ |
| BOSS GP/Ф1                                 | 1:02.985                                   | Інґо Ґерстль                               | Toro Rosso STR1                            | 2015 BOSS GP Dijon Motors Cup                          |                                            |
| Group C                                    | 1:08.973                                   | Жан-Луї Шлессер                            | Mercedes-Benz C11                          | 1990 480 км Діжона                                     |                                            |
| F3000                                      | 1:10.430                                   | Ерік Кома                                  | Lola T89/50                                | 1989 Етап Ф3000 в Діжоні                               |                                            |
| GT1 (Prototype)                            | 1:10.861                                   | Бернд Шнайдер                              | Mercedes-Benz CLK LM                       | 1998 500 км Діжона FIA GT                              |                                            |
| Формула-3                                  | 1:11.067                                   | Жуль Б'янкі                                | Dallara F308                               | 2009 Етап Євросерії Ф3 в Діжоні                        |                                            |
| Спортпрототип                              | 1:11.527                                   | Чарлі Робертсон                            | Ginetta G57 P2                             | 2017 4 години Діжона                                   |                                            |
| LMP900                                     | 1:11.614                                   | Ян Ламмерс                                 | Dome S101                                  | 2002 Етап Чемпіонату FIA Sportscar в Діжоні            |                                            |
| DTM                                        | 1:11.644                                   | Пол ді Реста                               | AMG-Mercedes C-Klasse 2009                 | 2009 етап DTM в Діжоні                                 |                                            |
| LMP3                                       | 1:11.951                                   | Алессандро Ґіретті                         | Ligier JS P3                               | 2020 Етап Dijon Ultimate Cup                           |                                            |
| GT1 (GTS)                                  | 1:15.119                                   | Ярослав Яніш                               | Saleen S7-R                                | 2006 500 км Діжона FIA GT                              |                                            |
| Group C2                                   | 1:15.324                                   | Фермін Велес                               | Spice SE89C                                | 1989 480 км Діжона                                     |                                            |
| IMSA GTP                                   | 1:15.327                                   | Девід Кеннеді                              | Mazda 767B                                 | 1989 480 км Діжона                                     |                                            |
| Формула-2                                  | 1:15.523                                   | Річард Еванс                               | March 742                                  | 2017 Етап Motors Cup в Діжоні                          |                                            |
| LMP675                                     | 1:15.956                                   | Фабіо Манчіні                              | Lucchini SR2001                            | 2002 Етап Чемпіонату FIA Sportscar в Діжоні            |                                            |
| Formula Renault 2.0                        | 1:16.479                                   | Роман Грожан                               | Tatuus FR2000                              | 2005 Етап Французької Формули-Renault в Діжоні         |                                            |
| GT3                                        | 1:16.672                                   | Еммануель Коллар                           | Mercedes-AMG GT3                           | 2021 Етап Dijon Ultimate Cup                           |                                            |
| Group 6                                    | 1:17.400                                   | Артуро Мерцаріо                            | Alfa Romeo T33SC/12                        | 1977 500 км Діжона                                     |                                            |
| Sports 2000                                | 1:18.050                                   | Даґ Гарт                                   | March 75S                                  | 2011 Торфей Martini                                    |                                            |
| GT2 (GTS)                                  | 1:18.390                                   | Олів'є Беретта                             | Chrysler Viper GTS-R                       | 1998 500 км Діжона FIA GT                              |                                            |
| SRO GT2                                    | 1:18.575                                   | П'єр Каффер                                | Audi R8 LMS GT2                            | 2023 Етап Євросерії GT2 в Діжоні                       |                                            |
| Спортпрототип                              | 1:18.631                                   | Мартін О'Коннелл                           | Chevron B19                                | 2011 Торфей Martini                                    |                                            |
| GT2                                        | 1:20.189                                   | Хайме Мело                                 | Ferrari F430 GTC                           | 2006 500 км Діжона FIA GT                              |                                            |
| Porsche Carrera Cup                        | 1:20.414                                   | Жульєн Андлауер                            | Porsche 911 (991 II) GT3 Cup               | 2018 Етап Французького Porsche Carrera Cup в Діжоні    |                                            |
| Group 5                                    | 1:21.160                                   | Едгар Дорен                                | Porsche 935 K3                             | 1980 1000 км Діжона                                    |                                            |
| Формула-4                                  | 1:21.871                                   | Кайо Коллет                                | Mygale M14-F4                              | 2018 Етап Французької Ф4 в Діжоні                      |                                            |
| FIA GT Group 2                             | 1:22.666                                   | Баз Ляйндерс                               | Gillet Vertigo                             | 2006 500 км Діжона FIA GT                              |                                            |
| GT4                                        | 1:23.068                                   | Рікардо ван дер Енде                       | BMW M4 GT4                                 | 2023 Етап FFSA GT в Діжоні                             |                                            |
| TCR Touring Car                            | 1:23.211                                   | Стефан Вентая                              | Cupra León Compéticion TCR                 | 2023 Етап TC France в Діжоні                           |                                            |
| GT1                                        | 1:23.240                                   | Жан-Клод Бассо                             | Venturi 600 LM                             | 1996 2 години Діжона                                   |                                            |
| Silhouette racing car                      | 1:23.515                                   | Вінсент Радермекер                         | SEAT Toledo Silhouette                     | 2002 Етап French Supertouring в Діжоні                 |                                            |
| Stock car racing                           | 1:23.958                                   | Андер Віларіньйо                           | Chevrolet SS NASCAR                        | 2013 Етап Євросерії NASCAR Whelen в Діжоні             |                                            |
| Alpine Elf Europa Cup                      | 1:24.939                                   | Лео Жуссе                                  | Alpine A110 Cup                            | 2023 Етап Alpine Elf Europa Cup в Діжоні               |                                            |
| Group A                                    | 1:27.400                                   | Клаус Нідзвідз                             | Ford Sierra RS500 Cosworth                 | 1988 Етап ETCC в Діжоні                                |                                            |
| Коротке кільце: 3.289 км (1972 – дотепер)  |                                            |                                            |                                            |                                                        |                                            |
| Формула-1                                  | 1:00.000                                   | Джоді Шектер                               | Tyrrell 007                                | 1974 Гран-прі Франції                                  |                                            |
| Group 5 sports prototype                   | 1:00.600                                   | Франсуа Север                              | Matra-Simca MS670                          | 1973 1000 км Діжона                                    |                                            |
| Group 6                                    | 1:01.180                                   | Йохен Масс                                 | Porsche 936                                | 1976 500 км Діжона                                     |                                            |
| Sports 2000                                | 1:02.600                                   | Артуро Мерцаріо                            | Abarth-Osella 2000 Sport SE-021            | 1972 Етап Європейського чемпіонату спорткарів в Діжоні |                                            |
| Group 5 special production                 | 1:06.840                                   | Жакі Ікс                                   | Porsche 935                                | 1976 6 годин Діжона                                    |                                            |
| Group 4                                    | 1:17.100                                   | Жерар Ларрусс                              | Porsche 911 Carrera RSR                    | 1974 Гонка GT в Діжоні                                 |                                            |
| Формула-3                                  | 1:18.650                                   | П'єр Петі                                  | Ralt RT3                                   | 1982 Етап Французької Формули-3 в Діжоні               |                                            |